# Гриша Акопян
Гри́ша Акопя́н, Григо́рій Каграма́нович Акопя́н (1918—1930) — радянський піонер-герой з міста Гянджа (Азербайджан). За сучасними даними, вигаданий пропагандою персонаж. Можливо, хлопчика-вірменина як азербайджанського піонера-героя придумано, щоб підкреслити інтернаціоналізм цієї закавказької радянської республіки і заради більшої достовірності міфу.

## Офіційна біографія
Нібито був головою одного з перших в Азербайджані піонерських загонів, делегатом I Всесоюзного зльоту піонерів, який проходив у Москві. Нагороджений путівкою в Артек. Потім розкрив групу куркулів, які 26 жовтня 1930 року вбили Гришу.

## Вшанування
- Публікація в журналі «Піонер» (1930. № 35)
- Пам'ятник в Челябінську
- Теплохід «Гриша Акопян»
- Кілька книг, діафільм «Піонер Гриша Акопян»
- Ім'я занесено до Книги Пошани Всесоюзної піонерської організації імені В. І. Леніна